# 이종철 (1972년)
이종철(1972년 11월 5일(음력 9월 30일) ~ ) 은 대한민국의 사회운동가이다. 1995~6년 고려대학교 총학생회장을 지내고 1996년 연세대학교 사태를 주도한 혐의로 98년까지 복역하였다가 후에 탈북자에게서 조선민주주의인민공화국의 생활 실상을 듣고 탈(脫) 주사파로 전향한다. 웹진 Story K 발행인, 새누리당 대한민국대통합위원회 위원을 지낸 바 있고 이어 2017년 7월부터 2018년 2월까지 바른정당 대변인을 지냈고 2018년 3월부터 2019년 10월까지 바른미래당의 부대변인, 대변인을 맡았다 제22대 국회의원선거에서 서울 성북갑 예비후보로 등록했다. 《조국의 위선》,《문재인 기록》,《진보에서 진보하라》,《국제관계의 이해》,《파란만장 코리아 오매불망 대한민국》 등 총 7권이 있다.

## 저서
- 《진보에서 진보하라》
- 《국제관계의 이해》
- 《나의 고백》
- 《파란만장 코리아 오매불망 대한민국》